# Формулярный список
Формулярный список — основной документ учёта офицера, чиновника гражданского или военного ведомства, а также канцелярского служителя в Российской империи.
Формулярный список (формуляр) содержал следующие сведения: чин, имя, отчество, фамилия, должность, лета, ордена и знаки отличия, время рождения, вероисповедание, происхождение, где воспитывался, получаемое содержание, прохождение службы, бытность вне службы, семейное и имущественное положение (относительно недвижимого имущества), подвергался ли наказаниям, соединенным с ограничением прав по службе, бытность в походах и делах против неприятеля, раны и контузии. Составление формулярного списка было обязательным — по закону при представлении на производство в первый и следующий классные чины лиц, поступивших на службу, должны были представляться «полные формуляры и все требуемые законом документы».
Играл важную роль в жизни служащего, отражая каждый шаг в прохождении им всех ступеней должностной карьеры.
Формулярные списки гражданских чиновников составлялись государственными учреждениями, главным образом, на основе предоставляемых подлинных сведений от других госучреждений (аттестатов образовательных учреждений, документов консисторий о происхождении и др.); подлинник формулярного списка должен был быть подписан самим лицом, на которое он составлялся. За правильностью сведений в формуляре следила начиная с начала XIX века Герольдия Сената (с 1848 года — Департамент герольдии), в которую по закону через каждые полгода представлялись списки; с 1846 по 1858 гг. эти функции осуществлял Инспекторский департамент чинов гражданского ведомства Собственной его императорского величества канцелярии, после упразднения которого формированием списков ведали сами учреждения, в которых служили чиновники.
Форма формулярного списка была утверждена высшими органами власти, была единой для чиновничества гражданских учреждений и не претерпевала существенных изменений с XVIII века, со времени издания 31 января 1764 года указа сената «О присылке в Сенат из всех присутственных мест послужных списков чиновников чрез каждые полгода, по приложенной форме». Формуляр имел 9 граф до 1849 года, когда была утверждена новая форма списка, состоявшая из 15 граф. Впоследствии его форма менялась незначительно, вносились изменения, касавшиеся отображения сведений о награждениях, денежных подарках и пенсиях, а также предоставления сведений об имуществе. Списки заверялись делопроизводителями или секретарями, копии могли прошиваться с проставлением сургучной печати.
Поскольку в формулярный список вносились сведения из документов о происхождении лица, поступавшего на службу, он должен был для этого предоставлять формулярные списки своих отцов, а иногда даже и дедов. Формулярные списки также предоставлялись при поступлении чиновника на новую должность с места его бывшей службы, при увольнении чиновника или выходе в отставку (в этом случае в учреждении, из которого увольнялся чиновник, сохранялась копия), при получении первого или следующего чина, часто для получении пенсии, пособий.